# Рыстенко, Александр Васильевич
Александр Васильевич Рыстенко — филолог, литературовед, специалист по славянской и греческой средневековой литературе.

## Жизненный путь
Родился 30 октября 1880 года в Одессе в семье военного. Выпускник 3-й Одесской гимназии, учился на историко-филологическом отделении Новороссийского университета, который окончил в 1902 году. Как учёный, Александр Васильевич сформировался под влиянием профессора Истрина Василия Михайловича. Был оставлен для подготовки в получению профессорского звания. В конце 1907 года получил заграничную командировку на 2 года, во время которой смог посетить библиотеки в Мюнхене, Париже, Ватикане, монастыре святого Пантелеимона на Афоне, в которых работал с рукописями легенды о Св. Георгии и драконе, а также с византийской легендой «Стефанит и Ихнилат». Находясь в Германии, Рыстенко участвовал в семинаре выдающегося немецкого византиниста Карла Крумбахера, о чём есть указание в отчёте Александра Васильевича. По возвращении в 1910 году по материалам исследований в Санкт-Петербурге им была защищена диссертация «Легенда о Св. Георгии и драконе в византийской и славяно-русской литературе». За год до этого работа была опубликована в Одессе. В 1911 году стал исполняющим обязанности экстраординарного профессора на кафедре русского языка и словесности в Новороссийском университете. Написал монографию, посвящённую изучению рукописей жития Нифонта, но издать её не удалось из-за ранней смерти учёного 30 сентября 1915 года. В 1916 году была опубликована работа Б. М. Ляпунова, посвящённая последнему исследованию Александра Васильевича. В 1928 году Одесской центральной научной библиотекой были изданы тексты жития Нифонта в сборнике «Матеріали з історіі візантійсько-слов’янської літератури та мови». Александр Васильевич сделал большой вклад в исследование византийских текстов, осуществил научное издание текста легенды о Св. Георгии и драконе. Для его работ характерен глубокий источниковедческий анализ, широта источниковой базы и исследовательского кругозора.

## Основные работы
- К истории повести «Стефанит и Ихнилат» в византийской и славянской литературах. — Одесса, 1902;
- Два слова о Н. А. Некрасове и его поэзии, сказанные на литературно-музыкальном утре в Одесской женской гимназии Г. Р. Березиной 27 апреля 1903 года.— Одесса : «Экономическая» тип., 1903
- Сказание о двенадцати снах царя Мамера в славяно-русской литературе.— Одесса : «Экономическая» тип., 1904
- Материалы для литературной истории Толковой Палеи. Вып.1. — СПб., 1908;
- Легенда о Св. Георгии и драконе в византийской и славяно-русской литературе.— Одесса : «Экономическая» тип., 1909;
- Новогреческая обработка легенды о св. Георгии и драконе.— Одесса : «Экономическая» тип., 1909
- К литературной истории апокрифа о «Восхождении Исаии» // [Доложено в заседании Византийско-слав. отд. Ист.-филол. о-ва в Одессе 18.III.1911] / А. В. Рыстенко.— Одесса: «Экономическая» тип., 1912
- Заметки о сочинениях Алексея Ремизова [сочинения Алексея Ремизова, тт. 1-8.— СПб.: изд. «Шиповник», 1911—1912] / проф. А. В. Рыстенко.— Одесса: «Экономическая» тип., 1913